# TV Sorriso
TV Sorriso é uma emissora de televisão brasileira sediada em Sorriso, cidade do estado de Mato Grosso. Opera nos canais 10 VHF e 45 UHF (10.1) digital, e é afiliada à Record. Pertence ao Grupo Abrantes.

## História
A TV Sorriso foi inaugurada em 27 de setembro de 1994 como uma afiliada da Rede Manchete pelo empresário Nelson Luiz Ioppi. Em 1997, passou a ser afiliada à Rede Record.
Em 1999, a emissora foi adquirida por Francisco Chagas Abrantes, passando a fazer parte do Grupo Abrantes, juntamente com a Jovem FM Sorriso.

## Sinal digital
| PSIP | Canal  | Proporção de tela | Programação                                    |
| ---- | ------ | ----------------- | ---------------------------------------------- |
| 10.1 | 45 UHF | 1080i             | Programação principal da TV Sorriso / RecordTV |

A emissora iniciou suas transmissões digitais em 18 de setembro de 2017, através do canal 45 UHF. Foi a primeira emissora da cidade a dar início à produção de programas em alta definição.

## Programas
Além de retransmitir a programação nacional da RecordTV e estadual da TV Vila Real, a TV Sorriso também produz ou exibe os seguintes programas:
- Atualíssima: Variedades, com Eloisa Denardi;[5]
- Balanço Geral MT Sorriso: Jornalístico, com Francisco Chagas Abrantes;[6]

Diversos outros programas compuseram a grade da emissora, e foram descontinuados:
- Cidade Alerta
- Evidência
- Feirão de Negócios
- Nortão Agrícola
- Ponto de Fé

## Equipe

### Membros atuais
- Bruno Motta[9]
- Eloisa Denardi[5]
- Francisco Chagas Abrantes[6]
- Larissa Gribler[10]

### Membros antigos
- Ângela Gimenez[7]
- Bruno Bortolozo[11]
- Jessica Bergamo[12]
- Salles Fernandes[13]